# Fahneneid

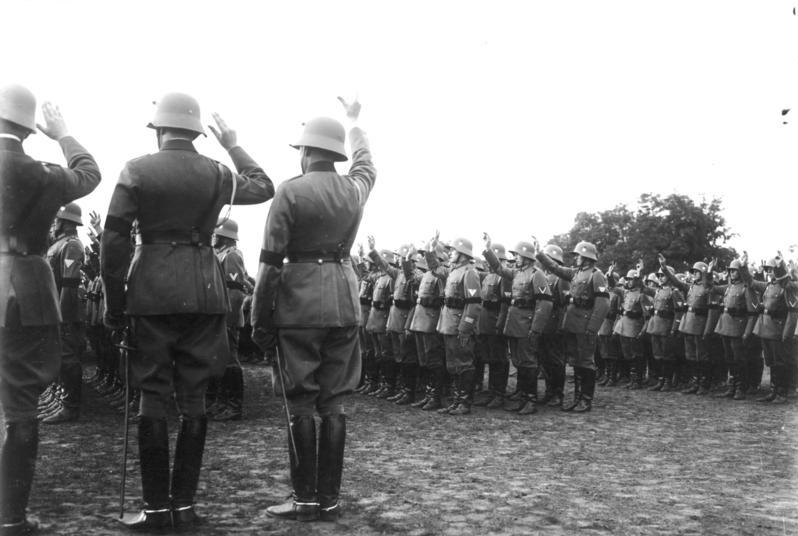
Die feierliche Vereidigung der Reichswehr auf das neue Staatsoberhaupt Adolf Hitler auf dem Kasernenhof der Wachtruppe in Berlin 1934

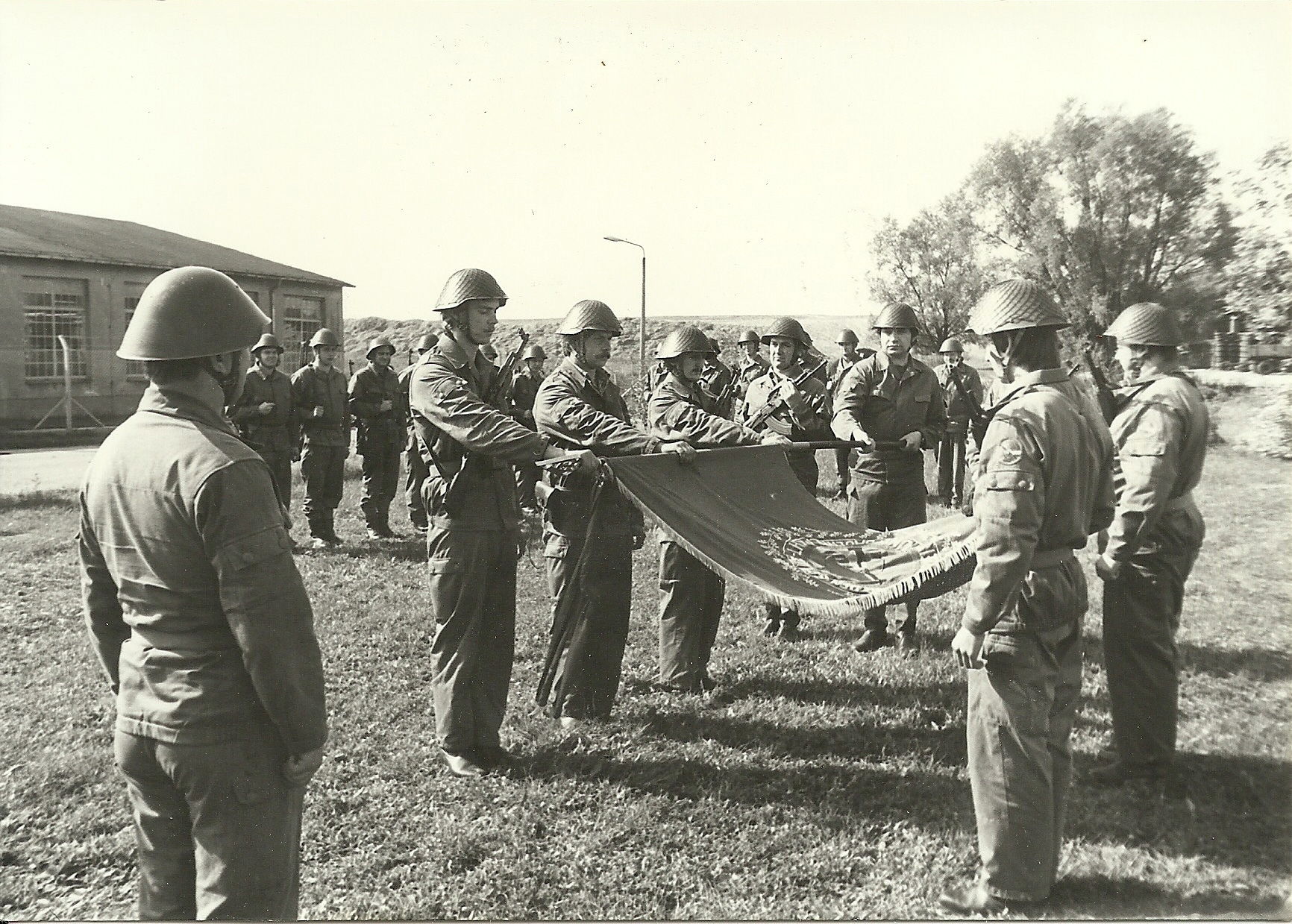
Fahneneid der Kampfgruppen der DDR 1980

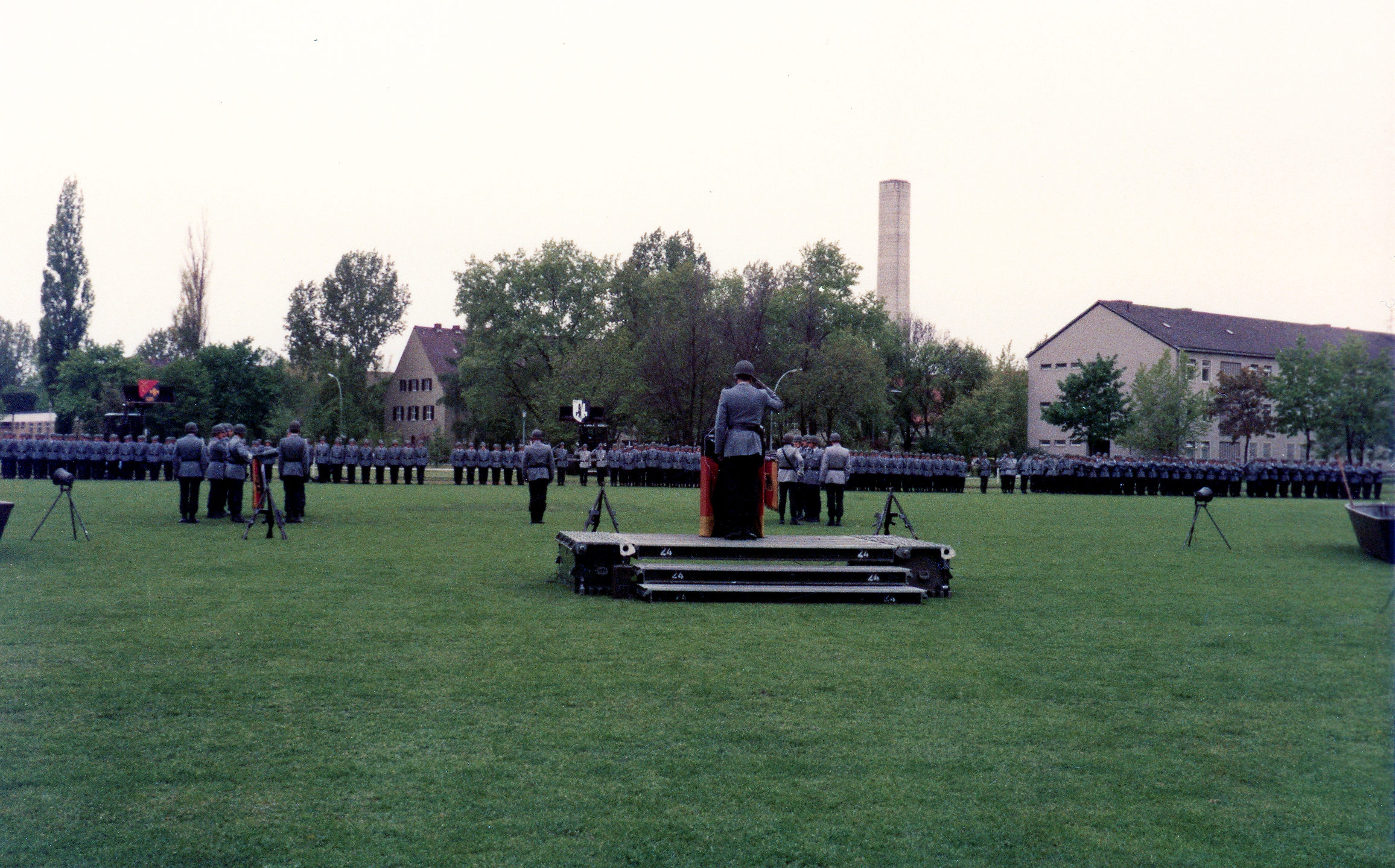
Vereidigung und Gelöbnis der Pionier-Bataillone 210 und 220L in der Funkkaserne München, Juni 1983

Ein Fahneneid ist eine feierliche Treuebekundung von Soldaten.
In der Bundeswehr gibt es – je nach Status des Soldaten – eine Vereidigung oder ein Gelöbnis. In Österreichs Bundesheer wird das Gelöbnis des Soldaten als Angelobung bezeichnet, und in der Schweizer Armee werden Soldaten im Aktivdienst vereidigt. In der Nationalen Volksarmee der DDR gab es ebenfalls einen Fahneneid.

## Historisches
Bereits römische Legionäre mussten bei Dienstantritt einen Fahneneid (sacramentum) auf den Kaiser und Staat leisten und diesen jährlich erneuern.
Im Deutschen Reich wurde das Gelöbnis als Fahneneid bezeichnet und tatsächlich bei denjenigen Truppenteilen, die eine Fahne oder eine Standarte führten, auch dieser gegenüber geleistet. Das Gelöbnis der Bundeswehr für Rekruten ist dagegen kein Eid, nur Berufs- und Zeitsoldaten leisten einen Eid.
Die Mannschaften der Artillerie leisteten den Fahneneid gegenüber ihrem Geschütz, selbst wenn der betreffende Truppenteil eine Fahne geführt hatte.
Die vom deutschen Kaiser ernannten Offiziere leisteten diesem den Eid, also
- die Höchstkommandierenden der Kontingente,
- die Kommandeure, die Truppen mehrerer Kontingente befehligten
- die Festungskommandanten und
- die Soldaten aus dem Reichsland Elsaß-Lothringen, das vom Kaiser direkt verwaltet wurde

Ansonsten leisteten die Truppen den Eid dem Landesherrn des Staates, dem der Schwörende angehörte. Nur die Offiziere der Truppen, die durch Militärkonvention in den Verband des preußischen Kontingents aufgenommen wurden, leisteten den Fahneneid dem König von Preußen.
(zur rechtlichen Organisation bis 1918 siehe: Deutsches Heer (Deutsches Kaiserreich))

### Deutsche Soldateneide
- Eid der Reichswehr vom 14. August 1919:

„Ich schwöre Treue der Reichsverfassung und gelobe, dass ich als tapferer Soldat das Deutsche Reich und seine gesetzmäßigen Einrichtungen jederzeit schützen, dem Reichspräsidenten und meinen Vorgesetzten Gehorsam leisten will.“
- Neue Eidesformel der Reichswehr vom 2. Dezember 1933:

„Ich schwöre bei Gott diesen heiligen Eid, dass ich meinem Volk und Vaterland allzeit treu und redlich dienen und als tapferer und gehorsamer Soldat bereit sein will, jederzeit für diesen Eid mein Leben einzusetzen.“
- Eid der Reichswehr (März/Mai 1935 in Wehrmacht umbenannt) ab 20. August 1934:

„Ich schwöre bei Gott diesen heiligen Eid, dass ich dem Führer des Deutschen Reiches und Volkes, Adolf Hitler, dem Oberbefehlshaber der Wehrmacht, unbedingten Gehorsam leisten und als tapferer Soldat bereit sein will, jederzeit für diesen Eid mein Leben einzusetzen.“
- Eidesformel der Schutzstaffel (SS):

„Ich schwöre Dir, Adolf Hitler, als Führer und Kanzler des Deutschen Reiches, Treue und Tapferkeit. Ich gelobe Dir und den von Dir bestimmten Vorgesetzten Gehorsam bis in den Tod! So wahr mir Gott helfe!“
- Fahneneid der NVA (1962–1990)
- Fahneneid der Kampfgruppen der DDR
- Vereidigung und Gelöbnis von Soldaten der Bundeswehr